# Atte Harjanne
Atte Erik Harjanne (nascido em 13 de julho de 1984 em Helsínquia) é um político finlandês actualmente a servir no Parlamento da Finlândia pela Aliança dos Verdes representando o eleitorado de Helsínquia.